# تپه ولمه ۱
تپه ولمه ۱ مربوط به عصر آهن - دوره اشکانیان است و در شهرستان ازنا، بخش جاپلق، دهستان جاپلق شرقی، ۱۲۵۰ متری شمال شرقی روستای گنجه واقع شده و این اثر در تاریخ ۷ اسفند ۱۳۸۶ با شمارهٔ ثبت ۲۱۳۷۵ به‌عنوان یکی از آثار ملی ایران به ثبت رسیده است.